# De schommel (Renoir)
De schommel (Frans: La balançoire) is de titel van een schilderij van Pierre-Auguste Renoir uit de zomer van 1876. Het werk, dat een geraffineerd spel van licht en schaduw laat zien, geldt tegenwoordig als een van de meesterwerken van de schilder. Het maakt deel uit van de collectie van het Musée d'Orsay in Parijs.

## Voorstelling
De schommel wekt de indruk een momentopname van het moderne leven in Parijs vast te leggen. Een man, door de toeschouwer op de rug gezien, praat met een meisje op een schommel. Zij vermijdt oogcontact met de man, wellicht uit verlegenheid. Het paar wordt bekeken door een kind en een tweede man, die tegen een boom geleund staat. Op de achtergrond is nog een groep mensen te zien, schetsmatig uitgewerkt, als tegenwicht voor het viertal op de voorgrond.
Renoir schilderde De schommel waarschijnlijk midden in Montmartre, in de tuin van een huis aan de Rue Cortot waar hij in een bijgebouw een atelier had gehuurd. Niet van alle geportretteerden is de identiteit met zekerheid vast te stellen. De man met baard links is de schilder Norbert Goeneutte en op de schommel staat een zekere Jeanne, een jonge vrouw uit de buurt. De man op de voorgrond zou Renoirs vriend Georges Rivière kunnen zijn, maar ook zijn broer Edmond.
Het schilderij vertoont veel overeenkomst met het Bal du moulin de la Galette dat in dezelfde zomer werd geschilderd en dezelfde zorgeloze uitstraling heeft. Naast een aantal hoofdpersonen delen beide schilderijen het zonlicht dat door het bladerdek heen sijpelt, wat te zien is aan de fel gekleurde stippen die op verschillende plaatsen in de werken verschijnen. Het was juist dit aspect dat veel critici tegenstond tijdens de derde tentoonstelling van de impressionisten, waar Renoir met veel werken vertegenwoordigd was.

## Une page d'amour
In zijn roman Une page d'amour uit 1878 beschrijft Émile Zola een scène die duidelijk op het schilderij van Renoir is gebaseerd:

Montée debout sur la planchette, les bras élargis et se tenant aux cordes. (...) Elle portait une robe grise garnie de noeuds mauves. (...) elle entrait dans le soleil, dans ce blond soleil de février, pleuvant comme une poussière d’or.

(Ze stond op het plankje, met haar uitgestrekte armen de touwen vasthoudend. (...) Ze droeg een grijze jurk versierd met paarse strikken. (...) zij ging de zon in, die blonde februarizon, in een regenbui van gouden stof.)
— Émile Zola (Une page d'amour, 1878)

## Herkomst
- 1877: het schilderij komt in bezit van Gustave Caillebotte.
- 1894: nagelaten aan de staat. Het werk wordt tentoongesteld in het Musée du Luxembourg.
- 1929: overgebracht naar het Louvre.
- 1947: overgebracht naar de Galerie nationale du Jeu de Paume.
- 1986: overgebracht naar het Musée d'Orsay.

## Afbeeldingen

Bal du moulin de la Galette (1876)